# Азеево (Татарстан)
Азе́ево (тат. Акъяр) — село в Новошешминском районе Республики Татарстан Российской Федерации. Является административным центром Азеевского сельского поселения.

## География
Село находится на автомобильной дороге Казань — Оренбург, в 20 километрах к северо-западу от села Новошешминска.

## История
Основано в XVII веке.
В XVIII — первой половине XIX веков жители относились к категории государственных крестьян. Занимались земледелием, разведением скота. 
В «Списке населенных мест по сведениям 1859 года», изданном в 1866 году, населённый пункт упомянут как казённая деревня Азеева (Белый Яр, Белая Гора) 1-го стана Чистопольского уезда Казанской губернии. Располагалась при речке Челне, на Оренбургском почтовом тракте, в 36 верстах от уездного города Чистополя и в 18 верстах от становой квартиры в казённом пригороде Новошешминске. В деревне в 162 дворах жили 1512 человек (542 мужчины и 571 женщина). Были мечеть, этап.
В начале XX века здесь функционировали 2 мечети, 2 мектеба, водяная мельница, кузница, 4 бакалейные лавки. В этот период земельный надел сельской общины составлял 4192 десятины. 
В 1919 году одними из первых в округе акъяровцы основали первый сельсовет, избрав председателем односельчанина Гатауллу, которого через несколько месяцев сменил Закир Абдуллин. В голод 1921 года большая часть села мигрировала на Украину, в Казахстан, чтобы уже весной 1922 года вновь вернуться на родину.  В 1929 году быт создан первый колхоз.
До 1920 года село входило в Каргалинскую волость Чистопольского уезда Казанской губернии. С 1920 года — в составе Чистопольского кантона ТАССР. С 10 августа 1930 года — в Чистопольском, с 10 февраля 1935 года — в Кзыл-Армейском, с 23 мая 1958 года — в Новошешминском, с 1 февраля 1963 года — в Чистопольском, с 26 апреля 1983 года — в Новошешминском районах.

## Население
| 1782 | 1859 | 1897 | 1908 | 1920 | 1926 | 1938 | 1949 | 1958 | 1970 | 1979 | 1989 | 2000 |
| ---- | ---- | ---- | ---- | ---- | ---- | ---- | ---- | ---- | ---- | ---- | ---- | ---- |
| 183  | 1113 | 1682 | 1926 | 2150 | 1165 | 962  | 675  | 528  | 589  | 461  | 406  | 450  |

| 2012 | 2013 | 2014 | 2015 | 2016 | 2017 |
| ---- | ---- | ---- | ---- | ---- | ---- |
| 342  | ↘340 | ↘326 | ↘319 | ↗323 | ↗328 |

Национальный состав
Согласно результатам переписи 2002 года, в национальной структуре населения села татары составляли 99% из 427 человек.

## Экономика
Полеводство, молочное скотоводство.

## Инфраструктура
Начальная школа — детский сад, фельдшерско-акушерский пункт, дом культуры, библиотека, отделение почтовой связи .

## Религия
Мечеть.